# Berend Schabus
Berend Schabus (* 7. Oktober 1957) ist ein österreichischer Maler, Grafiker, Theaterregisseur, Eisschnellläufer und Unternehmer.

## Leben und Wirken
Schabus studierte bis 1983 Theaterregie an der Hochschule für Musik und darstellende Kunst Graz und war anschließend zwei Jahre als Regieassistent mit kleiner Schauspielverpflichtung am Schauspielhaus Graz engagiert. Von 1989 bis 1992 war er Hochschulassistent für die Opernklasse.
Ab 1980 veröffentlichte er Karikaturen, figurative und abstrakte Aquarelle, Acryl- und Ölbilder. Seit 2005 ist er freischaffend als bildender Künstler tätig, seit 2012 im Rahmen eines Einzelunternehmens mit Aufträgen zur künstlerischen Gestaltung von privaten wie gewerblich genutzten Wandflächen und Räumlichkeiten.
Der Künstler gehört seit 1994 der Künstlervereinigung MAERZ an und seit 2014 ist er Mitglied der freien Künstlerinitiative Kunsthaus mit Ausstellungen im Raum Klagenfurt.
Schabus war Sportler des Eislaufvereins Wörthersee und wurde mit zahlreichen Rekorden österreichischer Staatsmeister, 1976 nahm er an den Olympischen Winterspielen in Innsbruck teil und erreichte auf 1000 m den 25., auf 500 m den 26. und auf 1500 m den 29. Platz.

## Projekte
- Mit Roland C. Langitz: Art Act 12 in der Galerie März, Linz, 1995
- Künstlerische Ausgestaltung des Unternehmensstandortes der Firma best connect, Klagenfurt, 2012/2013.

## Ausstellung
- Videoinstallation, Foto-Übermalungen, Galerie März, 1995
- Grenzgänger, Gemeinschaftsausstellung der Künstlervereinigung MAERZ am Perth Institute of Contemporary Arts, Perth, Australien, 1996
- ColorKiss, Stadthaus Klagenfurt, Klagenfurt, 2014